# اچ‌ام‌ای‌اس ادواردو
اچ‌ام‌ای‌اس ادواردو (به انگلیسی: HMAS Eduardo) یک کشتی است.